# Neoathyreus viridis
Neoathyreus viridis är en skalbaggsart som beskrevs av Antoine Boucomont 1902. Neoathyreus viridis ingår i släktet Neoathyreus och familjen Bolboceratidae. Inga underarter finns listade i Catalogue of Life.